# Liga de Lucha de la Almohada

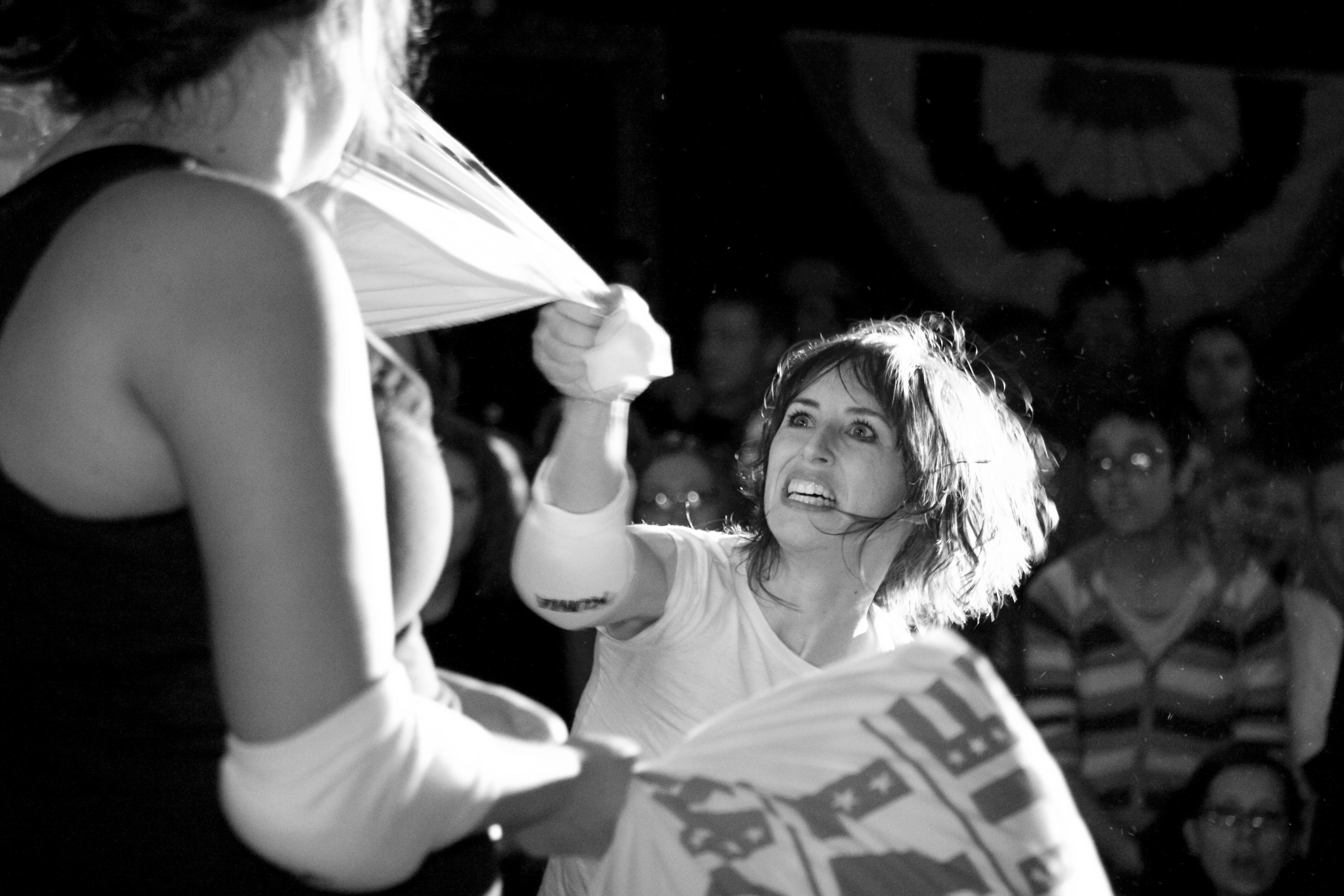
Los atletas en el parque de luchas de almohada pueden pegar bastante fuerte como para causar daño.

La Liga de Lucha de la Almohada (PFL) es un deporte que forma parte de la semi-liga de deportes profesionales de Toronto (Canadá), centrada en luchas de almohada públicas. Este deporte sucede en una arena de combate, como un combate de boxeo o lucha libre. 
La Liga fue fundada por Stacey P. Caso, y Craig Daniels en febrero de 2004. Se lanzó formalmente en un bar gótico canadiense llamado The Vatikan en el centro de Toronto. Desde entonces, se han organizado eventos en  Montreal, Quebec y Nueva York, pero la sede principal de la Liga permanece en Toronto, Ontario. La luchadora Abbie Roadkill, de ascendencia británica, también intentó llevar a cabo un acontecimiento similar en el Reino Unido.
Las peleas dentro de la Liga ahora cuentan con dos o tres mujeres, esta última denominada daño de a tres y un conjunto codificado de reglas. Las combatientes frecuentemente sufren cortes, rasguños y contusiones. También ha habido lesiones más graves, como conmociones cerebrales, ojos morados, dientes perdidos, labios partidos, músculos rotos y riñones magullados.
La Liga surgió de un par de eventos en vivo organizados por artistas de la compañía de burlesque canadiense "Skin Tight Outta Sight" en una presentación de la banda de Mr. Case (llamada así por las biblias de tijuana) en la víspera de Año Nuevo de 2004 y 2005. Los eventos que siguieron en 2006 en el Vatikan lanzaron la nueva serie de eventos patrocinados por la Liga centrados principalmente en las peleas de almohadas. Un potencial generador de dinero para sus fundadores, la Liga vio los derechos televisivos recuperados en 2007 por los productores de comedias de televisión Eddie October (productor ejecutivo de Tommy Lee Goes to College y The Roseanne Show) y Al Berman (productor ejecutivo de The Biggest Loser y Survivor).
La liga cesó sus actividades en 2011.

## Reglas
El deporte cuenta con las siguientes reglas:
1. Solamente luchadoras mujeres. Sin excepciones.
2. Las peleas tienen un límite de tiempo de cinco minutos y se ganan por pinfall, rendición o detención del árbitro. Si una pelea termina en el límite de tiempo sin ganador, un comité de tres jueces declara al ganador.
3. Se permiten puñetazos, caídas de piernas, tendederos, retenciones de sumisión y otros movimientos siempre que se use una almohada para ejecutar el ataque.
4. La prevención de un golpe de almohada de los oponentes que sufren su almohadazo resulta en una advertencia del árbitro. Los jueces pueden optar por incluir estas advertencias como parte de sus criterios de evaluación si una persona llega a la distancia.
5. Sin desgarros, mordiscos, rasguños, tirones de cabello o golpes bajos.
6. No hay comportamiento grosero, lascivo o sugestivo.
7. Está estrictamente prohibido cargar una almohada con un objeto extraño como un ladrillo.